# Asociación Plurinacional de Reservistas del Tawantinsuyo
La Asociación Plurinacional de Reservistas del Tawantinsuyo (ASPRET) es una milicia paramilitar de ideología etnonacionalista  que opera en la conflictiva zona del VRAEM, está liderada por Eddy Villarroel Medina "Comandante Sacha", un exmiembro de la Fuerzas Armadas y tiene como objetivo llegar al  Poder.
Los miembros del grupo se autodenominan los "guardianes del pueblo" y han participado en distintos disturbios en Oxapampa y Puerto Bermúdez. Siendo aliados momentáneos con el Militarizado Partido Comunista del Perú hasta el 2022 por su diferencias ideológicas. El grupo fue acusado de ser aliado del Hezbolá.

## Historia y Acciones
Eddy Villaroel Medina es un exmilitar que luchó en la época de terrorismo y se retira del Ejército en el año 1992 para luego unirse a los comités de autodefensa, se retira en 2005 y años después en 2011 fundó el ASPRET.

### Acciones
En 2014 miembros del ASPRET tomaron la plaza de Oxapampa estos pedían investigaciones de presuntos actos de corrupción en las municipalidades distritales de Constitución y Puerto Bermúdez.
Un año después en 2015 participan en los Enfrentamientos de Pichanaki en contra de proyectos hechos por Pluspetrol.
El 22 de abril de 2017 se grabó un video mostrando a Eddy Villarroel Medina "Sacha" con el Camarada José (Líder del MPCP) formando una alianza, creando el Frente Unido Democrático Andino Revolucionario del Perú, según Eddy Villarroel Medina lo hicieron para lograr una pacificación entre los dos bandos participantes en la actual insurgencia, pero declaró que se opone al MPCP por sus crímenes y su supuesto apoyo a Perú Libre. Debido a dicha reunión con el Camarada José Sacha escribio un libro de hablaba sobre esa reunión, siendo juzgado tanto Sacha como al ASPRET por terrorismo.
En 2023 se enfrentan a vándalos que intentaban tomar la Casa de Eddy Villaroel Medina en Lima esto fue grabado y subido a Youtube en un canal llamado Sacha Villarroel Medina.[cita requerida]

## Relaciones

### Con el Movimiento Etnocacerista
Se dice que Eddy Villaroel Medina (Sacha) estuvo en el Movimiento Etnocacerista, esto negado por el mismo y por personas cercanas a Auntauro Humala. Según Sacha apoyaron al Movimiento Etnocacerista, pero ahora son enemigos.

### Con el Hezbolá
El movimiento ha sido acusado de mantener relaciones internacional con el Hezbolá a través de Quiroga Vargas -líder chiita peruano-, quien ha sido acusado de tener conexiones con el grupo libanes por su apoyo que le ha dado a través de las redes sociales, y también de sus conexiones con otros líderes chiitas de la zona.